# キム・ヒョクボン
キム・ヒョクボン（Kim Hyok-Bong、朝鮮語: 김혁봉、1985年10月28日 - ）は朝鮮民主主義人民共和国（北朝鮮）の卓球選手。

## 経歴
2013年の第52回世界卓球選手権個人戦ではキム・ジョンと共に男女混合ダブルスで優勝。それまでの過去11大会での優勝ペアは中国代表で、中国代表以外としては1989年の第40回世界卓球選手権における劉南奎・玄静和ペア（大韓民国）以来の優勝となる。
また2015年の第53回世界卓球選手権個人戦では第52回大会と同ペアで挑み3位になった。